# کتاب هنری
کتاب هِنری (به انگلیسی: The Book of Henry) یک فیلم درام آمریکایی به کارگردانی کالین ترورو و نویسندگی گِرگ هِرویتز است. از بازیگران آن می‌توان به نائومی واتس، جیکوب ترمبلی، جیدن لیبرهر، سارا سیلورمن، لی پیس و مدی زیگلر اشاره کرد. کتاب هنری توسط فوکس فیچرز در تاریخ ۱۶ ژوئن ۲۰۱۷ اکران شد.

## داستان
داستان فیلم دربارهٔ پسری تیزهوش به نام هنری (جیدن لیبرهر)، و برادر کوچکترش پیتر (جیکوب ترمبلی) است که تنها توسط مادرشان سوزان (نائومی واتس) بزرگ می‌شوند. هنری علاقه‌ای عاشقانه به دختر همسایه کریستینا (دختر رئیس پلیس) دارد. برای محافظت کریستینا از دست آسیب‌های پدرش، هنری برای نجات او نقشه‌ای به سرش می‌رسد که در کتابی می‌نویسد. در این میان مادر هنری این کتاب را پیدا کرده و تصمیم می‌گیرد که همراه با پیتر، نقشهٔ هنری را عملی کنند.

## بازیگران
- نائومی واتس در نقش سوزان کارپنتر، مادر هنری و پیتر
- جیدن لیبرهر در نقش هِنری کارپنتر، پسر بزرگتر سوزان
- جیکوب ترمبلی در نقش جیکوب کارپنتر، پسر کوچکتر سوزان و برادر هِنری
- دین نوریس در نقش گلن سیکل‌من، یک کمیسر پلیس و پدرخوانده کریستینا
- مدی زیگلر در نقش کریستینا سیکل‌من
- سارا سیلورمن در نقش شیلا، یک پیشخدمت و بهترین دوست سوزان
- لی پیس در نقش دکتر دیوید دنیل
- بابی موینیهان در نقش جان
- تونیا پینکینز در نقش مدیر وایلدر
- جکسون نیکول در نقش موریس